# Fumiko Enchi
Fumiko Enchi (japonès: 円地文子)  (Asakusa-ku, 2 d'octubre de 1905 - Ikenohata, 12 de novembre de 1986) era el pseudònim de Fumiko Ueda, una de les escriptores més importants durant el període Showa al Japó. Com a escriptora, Enchi és més coneguda per les seves exploracions sobre les idees de sexualitat, gènere, identitat humana i espiritualitat.

## Obres

### Novel·les
- Kaze no gotoki kotoba (The Words like the Wind, 1939)
- Ten no sachi, umi no sachi (The Treasures of Heaven and Sea, 1940)
- Shunju (Spring and Autumn, 1943)
- Onna Zaka (The Waiting Years, 1949-1957), English translation by John Bester.
- Onna Men (Masks, 1958), English translation by Juliet Winters Carpenter.
- Nama miko monogatari (A Tale of False Fortunes, 1965), English translation by Roger Kent Thomas.
- Saimu (Growing Fog, 1976)

### Obres d'un acte
- Furusato (Un lloc de naixement, 1926)
- Banshu soya (Una sorollosa nit a finals de primavera, 1928)

### Traduccions
- Enchi Genji, una traducció del Genji Monogatari al japonès modern.

## Guardons
- 1969 Tanizaki Prize---Shu wo ubau mono; Kizu aru tsubasa; Niji to shura (朱を奪うもの/傷ある翼/虹と修羅

)